# بابا لنگ‌دراز (فیلم ۲۰۰۹)
بابا لنگ‌دراز (انگلیسی: Daddy Longlegs) فیلمی است که در سال ۲۰۰۹ منتشر شد. از بازیگران آن می‌توان به لیه سینگر و ایبل فرارا اشاره کرد.